# غاز المكب
غاز المكب (بالإنجليزية: Landfill gas)، هو مزيج معقد من الغازات المختلفة التي أنشئت بواسطة عمل الكائنات الحية الدقيقة داخل المكب. يبلغ محتوى غاز المكب حوالي أربعين إلى ستين في المائة من الميثان، مع كون الباقي في معظمه من ثاني أكسيد الكربون. تشتمل الكميات النزرة من المركبات العضوية المتطايرة الأخرى (المركبات العضوية المتطايرة) على الباقي (<1٪). تشتمل هذه الغازات النزرة على مجموعة كبيرة من الأنواع، وبصورة رئيسية الهيدروكربونات البسيطة.
غازات المكب لها تأثير على تغير المناخ. المكونات الرئيسية هي ثنائي أكسيد الكربون والميثان، وكلاهما من غازات الدفيئة. الميثان الموجود في الغلاف الجوي هو أحد غازات الدفيئة الأكثر فاعلية، حيث يكون لكل جزيء خمسة وعشرين مرة تأثير جزيء ثاني أكسيد الكربون. تعتبر مدافن النفايات هي ثالث أكبر مصدر للميثان في الولايات المتحدة.

## إنتاج
غازات المكب هي نتيجة لثلاث عمليات:
- تبخر المركبات العضوية المتطايرة (مثل المذيبات)
- التفاعلات الكيميائية بين مكونات النفايات
- العمل الجرثومي، ولا سيما الميثان.

يعتمد الأولان بشدة على طبيعة النفايات. بينما العملية المهيمنة في معظم مدافن النفايات هي العملية الثالثة حيث تقوم البكتيريا اللاهوائية بتفكيك النفايات العضوية لإنتاج الغاز الحيوي، الذي يتكون من الميثان وثاني أكسيد الكربون مع آثار المركبات الأخرى. بالرغم من عدم تجانس النفايات، فإن تطور الغازات يتبع النمط الحركي المحدد جيدًا. تشكيل الميثان وثاني أكسيد الكربون يبدأ نحو ستة أشهر بعد إيداع المواد في المكب. يصل تطور الغاز إلى 20 عامًا بحد أقصى، ثم يتراجع على مدار عقود.

## مراقبة
نظرًا لأن الغازات التي تنتجها مدافن النفايات ذات قيمة وأحيانًا خطرة، فقد تم تطوير تقنيات المراقبة. يمكن استخدام كاشفات التأين باللهب لقياس مستويات الميثان وكذلك المستويات الكلية للمركبات العضوية المتطايرة. ويتم الرصد السطحي والمراقبة تحت السطحية وكذلك مراقبة الهواء المحيط. في الولايات المتحدة، بموجب قانون الهواء النظيف لعام 1990، من المطلوب أن تقوم العديد من المدافن الضخمة بتثبيت أنظمة جمع الغاز والتحكم فيه، مما يعني أنه على الأقل يجب على المنشآت جمع الغاز وإشعاله.

## استعمال

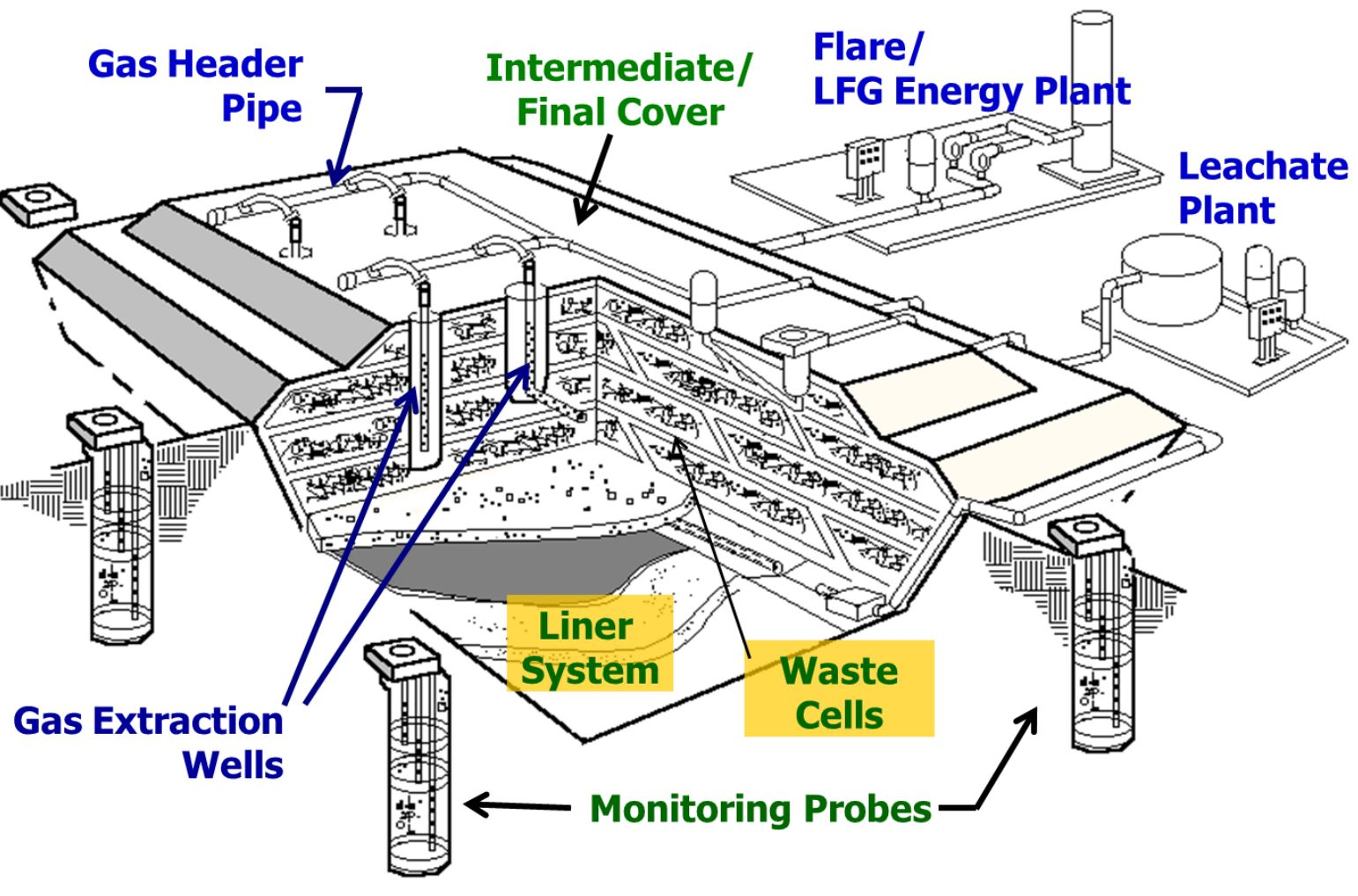
نظام جمع غاز المكب

يشير تقرير وكالة حماية البيئة بالولايات المتحدة (EPA) إلى أنه اعتبارا من عام 2016، تتراوح عدد نفايات النفايات البلدية الصلبة التشغيلية بين 1900 و 2000. في دراسة على المستوى العام أجرتها مؤسسة البحوث والتعليم البيئي في عام 2013، تم حساب 1540 فقط من مقالب النفايات الصلبة التشغيلية في جميع أنحاء الولايات المتحدة. تنتج النفايات المتحللة في هذه المدافن غاز مدافن النفايات، وهو مزيج من حوالي نصف غاز الميثان ونصف أكسيد الكربون. تعد مدافن النفايات ثالث أكبر مصدر لانبعاثات الميثان في الولايات المتحدة، حيث تمثل مدافن النفايات الصلبة البلدية 95 في المائة من هذا الكسر.
يمكن جمع الغازات المنتجة داخل المكب واستخدامها بطرق مختلفة. يمكن استخدام غاز المكب مباشرة في الموقع بواسطة غلاية أو أي نوع من أنظمة الاحتراق، مما يوفر الحرارة. يمكن أيضًا توليد الكهرباء في الموقع من خلال استخدام التوربينات الدقيقة أو التوربينات البخارية أو خلايا الوقود. يمكن أيضًا إصدار غاز المكب خارج الموقع وإرساله إلى خطوط أنابيب الغاز الطبيعي. يتطلب هذا النهج معالجة الغاز في جودة خط الأنابيب. تؤثر كفاءة جمع الغاز في مدافن النفايات بشكل مباشر على كمية الطاقة التي يمكن استعادتها - مدافن النفايات المغلقة (تلك التي لم تعد تقبل النفايات) تجمع الغاز بشكل أكثر كفاءة من مدافن النفايات المفتوحة (تلك التي لا تزال تقبل النفايات).

## الأكسدة الميكروبية
عندما يتخلل غاز الميثان من خلال غطاء التربة، وهو جزء من الميثان يتأكسد في الغاز بالميكروبات إلى ثنائي أكسيد الكربون.

## السلامة
يمكن أن تؤدي انبعاثات غاز المكب إلى مشاكل بيئية وصحية وأمنية في المكب. وقعت عدة حوادث، منها في لوسكو، إنجلترا في عام 1986، حيث تراكمت غازات طمر النفايات المهاجرة ودمرت عقارًا جزئيًا. وقع حادث تسبب في وفاة شخصين نتيجة انفجار في منزل مجاور لمدفن سكلنجستيد في الدنمارك في عام 1991. نظرًا للمخاطر التي يمثلها غاز طمر النفايات، هناك حاجة واضحة لمراقبة الغاز الناتج عن مدافن النفايات. بالإضافة إلى خطر الحريق والانفجار، يمكن أن تؤدي هجرة الغاز في باطن الأرض إلى ملامسة غاز المدفن بالمياه الجوفية. وهذا بدوره يمكن أن يؤدي إلى تلوث المياه الجوفية بالمركبات العضوية الموجودة في جميع غازات المكب تقريبًا.
على الرغم من تطورها عادة فقط بكميات ضئيلة، إلا أن مدافن النفايات تطلق بعض المواد العطرية والكلوروكربونية.
يمكن أن تحدث هجرة غاز المكب، بسبب اختلاف الضغط وانتشاره. هذا يمكن أن يخلق خطر الانفجار إذا وصل الغاز إلى تركيزات عالية بما فيه الكفاية في المباني المجاورة.

## روابط خارجية
- GA Mansoori، N Enayati، LB Agyarko (2016)، Energy: Sources، Utilization، Legislation، Sustainability، Illinois as Illinois State Model ، World Sci. حانة. شركة، (ردمك 978-981-4704-00-7)
- "Primer on Landfill Gas as "Green Energy"". Energy Justice Network. مؤرشف من الأصل في 2019-05-15. اطلع عليه بتاريخ 2010-04-25.
- Koch، Wendy (25 فبراير 2010). "Landfill Projects on the rise". USA Today. مؤرشف من الأصل في 2012-07-17. اطلع عليه بتاريخ 2010-04-25.
- "Landfill Gas to Energy". Waste Management. مؤرشف من الأصل في 2013-08-12. اطلع عليه بتاريخ 2010-04-26.
- "Landfill Gas". Gas Separation Technology LLC. مؤرشف من الأصل في 2017-05-06. اطلع عليه بتاريخ 2010-04-26.
- "Landfill Gas Control Measures". Agency for Toxic Substances & Disease Registry. مؤرشف من الأصل في 2019-06-14. اطلع عليه بتاريخ 2010-04-26.